# Controllo sociale

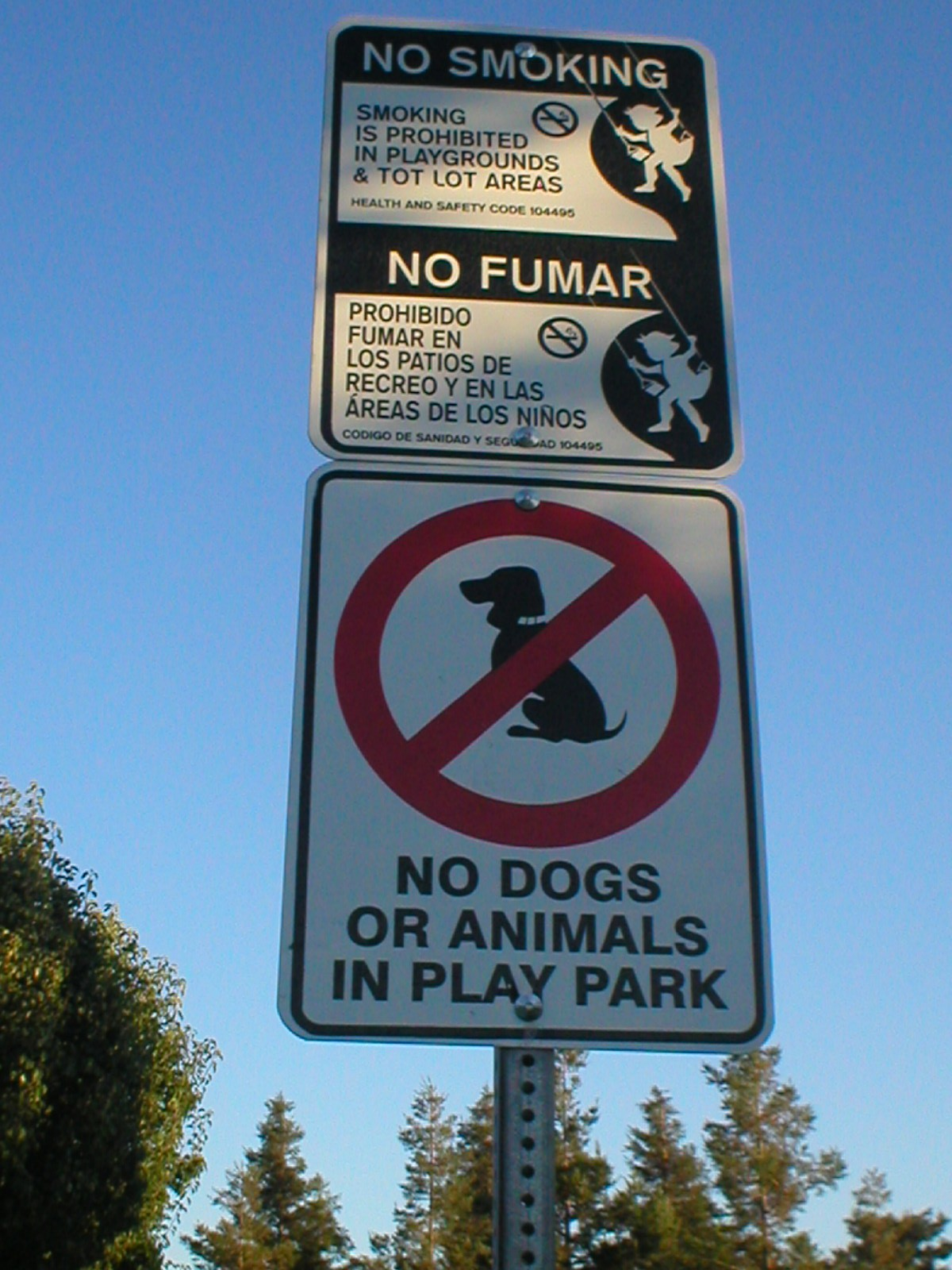
Segnali di avvertimento di attività vietate; un esempio di controllo sociale.

Il controllo sociale è l'insieme delle attività dirette a controllare e ad uniformare il comportamento degli individui in una società, facendo rispettare le norme e le aspettative di gruppo sociale o politico dominante.

## Caratteristiche
Fra le personalità intellettuali che più di altre si sono occupate degli studi sul concetto di controllo sociale vi sono Edward Ross, Émile Durkheim, Travis Hirschi, Stanley Cohen, Talcott Parsons, George Homans, Robert K. Merton, Colin Crouch e Giovanni Sartori. Il concetto in questione è stato trattato, in origine, su un piano prevalentemente sociologico, per poi passare a un'analisi psicologica, in particolare, psicologico-comportamentale e cognitiva, anche alla luce delle moderne scoperte e speculazioni dell'intelligenza artificiale. Secondo il pensiero di Émile Durkheim, il controllo sociale rappresenta l'idea che la società possa influenzare in modo coercitivo il comportamento del singolo soggetto, andando a generare, talvolta, comportamenti di rifiuto dello status quo e comportamenti anti-convenzionali. Egli concepiva la società come una entità esterna all'individuo, che esiste prima di esso e che ne influenza il comportamento; il concetto è stato ampliato da altri autori, in particolare, arricchendolo all'interno del contesto dell'omologazione, trattata in Italia sia come costruzione di una nuova personalità sociale, sia come decostruzione, come nel caso della teorizzazione di Homo videns da parte del politologo Giovanni Sartori. 
Quest'ultimo ritiene che il controllo sociale sarebbe un fenomeno tipico del postmodernismo, in particolare riferimento alla nascita del quinto potere, che avrebbe decostruito l'uomo a immagine e somiglianza del capitalismo. Questo è un processo antropologico uniformativo, che, secondo il filosofo e saggista Noam Chomsky conduce ad un medesimo modello di vita per un unico tipo di cittadino: pacifista, lavoratore, consumatore.

## Tipologia
In ogni società il controllo sociale opera sull'individuo su due livelli:
- Il controllo informale, o interno, corrisponde al processo di socializzazione. Questa è distinta in:
  - Primaria. Viene condotta dalla famiglia, comporta una prima elementare assimilazione delle norme sociali.
  - Secondaria. Viene condotta dagli altri gruppi di appartenenza quali ad es. il gruppo dei pari o le istituzioni scolastiche.
- Il controllo formale, o esterno, è il controllo attuato dalle istituzioni, dalle norme penali e dalle sanzioni, ossia da agenti esterni che sorvegliano la condotta dell'individuo.

## Sanzione sociale
Per Pietro Rescigno "là dove l’ordinamento statuale rinuncia o sceglie di non giungere" proprio la censura pubblica può sostituire il vincolo giuridico imposto dalle norme di diritto positivo: grazie al precetto imposto dalla società può realizzarsi "un’originale vitalità del diritto, sia pure affidata a forme nuove rispetto alla concezione propria dei moderni; ed esso va completato, come si è detto, con la menzione delle autonomie collettive private a base non territoriale". 
In questi casi l'esclusione o la riprovazione dei gruppi sociali o degli ambiti territoriali ben delimitati, può addirittura essere più efficace della sanzione giuridica (persino quella espressa nella forma della pena); accade in quelle realtà "che rispecchiano esigenze e moduli organizzativi legati ai luoghi, le autonomie collettive", che "possono essere una fonte di diritto di cui lo stato si avvale nella disciplina di particolari rapporti, o divenire il solo fattore produttivo di un regime vincolante".
Ma può accadere anche in contesti professionali particolarmente conchiusi: "lo strumento della sanzione sociale che risulta essere più efficace in un contesto socioeconomico maggiormente integrato, quale quello del distretto. Nell’ambiente distrettuale, infatti, l’«ostracismo dalla comunità» non ha solo effetti economici, la negazione di credito per i periodi futuri, ma ha connotati anche sociali risultando essere un forte disincentivo per comportamenti opportunistici da parte del debitore".

## Controllo informale

### Valori sociali
I valori sociali sono il risultato dell'interiorizzazione di determinate norme e valori da parte di un individuo. I valori sociali presenti negli individui sono prodotti del controllo sociale informale, esercitato implicitamente da una società attraverso particolari costumi, norme e costumi. Gli individui interiorizzano i valori della loro società, consapevoli o meno dell'indottrinamento. La società tradizionale si basa principalmente sul controllo sociale informale radicato nella sua cultura consuetudinaria per socializzare i suoi membri. L'interiorizzazione di questi valori e norme è nota come processo chiamato socializzazione.
Il sociologo Edward A. Ross sostiene che i sistemi di credenze esercitano un controllo maggiore sul comportamento umano rispetto alle leggi imposte dal governo, indipendentemente dalla forma che assumono.

### Sanzioni
Le sanzioni informali possono includere vergogna, scherno, sarcasmo, critica e disapprovazione, che possono indurre un individuo ad allontanarsi dalle norme sociali della società. In casi estremi le sanzioni possono includere discriminazione ed esclusione sociale. Il controllo sociale informale di solito ha più effetto sugli individui perché i valori sociali vengono interiorizzati, diventando così un aspetto della personalità dell'individuo.

### Ricompensa e punizione
I controlli informali premiano o puniscono comportamenti accettabili o inaccettabili (ad esempio devianza) e variano da individuo a individuo, da gruppo a gruppo e da società a società. Ad esempio, a una importante riunione di lavoro uno sguardo di disapprovazione potrebbe trasmettere il messaggio che è inappropriato flirtare con qualcuno dei partecipanti. In una banda criminale, d'altra parte, si applica una sanzione più severa nel caso di qualcuno che minaccia di denunciare alla polizia un'attività illegale.
Il controllo sociale attraverso l'uso di ricompense è noto come rinforzo positivo. Nella società, le leggi e i regolamenti attuati dal governo tendono a concentrarsi sulla punizione o sull'applicazione di sanzioni negative per agire come deterrente come mezzo di controllo sociale.

### Pregiudizi teorici nei media moderni
Teorici come Noam Chomsky hanno sostenuto che nei media moderni esiste un pregiudizio sistemico. Si è quindi affermato che i settori del marketing, della pubblicità e delle pubbliche relazioni utilizzano le comunicazioni di massa per sostenere gli interessi di alcune élite politiche e imprenditoriali. Potenti lobbisti ideologici, economici e religiosi hanno spesso utilizzato i sistemi scolastici e le comunicazioni elettroniche centralizzate per influenzare l'opinione pubblica.

## Controllo formale

### Sanzioni
Le sanzioni formali sono solitamente imposte dal governo e dalle organizzazioni sotto forma di leggi per premiare o punire un comportamento. Alcune sanzioni formali includono multe e incarcerazione al fine di scoraggiare comportamenti negativi. Altre forme di controllo sociale formale possono includere altre sanzioni più severe a seconda del comportamento considerato negativo, come la censura, l'espulsione e le limitazioni alla libertà politica.
Esempi di ciò si possono trovare nel diritto. Se una persona viola una legge stabilita dal governo e viene scoperta, dovrà presentarsi in tribunale e, a seconda della gravità, dovrà pagare multe o affrontare conseguenze più severe.
Secondo uno studio sulla criminalità nelle città, quelle in cui la polizia effettua più arresti per reati pubblici e hanno tassi di incarcerazione più elevati tendono a registrare tassi di criminalità più bassi.

### Tecniche
Il diritto è una tecnica utilizzata per scopi di controllo sociale. Ad esempio, esistono alcune leggi riguardanti le relazioni sessuali appropriate; queste sono in gran parte basate sui valori sociali. Storicamente, l'omosessualità è stata criminalizzata in Occidente. In tempi moderni, a causa dei cambiamenti nei valori sociali, le società occidentali hanno per lo più depenalizzato le relazioni omosessuali. Tuttavia, esistono ancora leggi riguardanti l'età del consenso e l'incesto, poiché questi sono ancora considerati problemi nella società che richiedono mezzi di controllo. 
Un meccanismo di controllo sociale avviene attraverso l'uso di incentivi selettivi, ossia beni privati, che consistono in doni o servizi, resi disponibili alle persone a seconda che contribuiscano o meno al bene di un gruppo, di una collettività o al bene comune. Se le persone contribuiscono vengono ricompensate, se non lo fanno, vengono punite. Mancur Olson ha dato origine al concetto in prima istanza nel libro The Logic of Collective Action. 
Oberschall, nel suo lavoro, identifica tre elementi della pragmatica del controllo sociale così come esiste nella società attuale. Questi sono: il controllo conflittuale, come il controllo delle sommosse e della folla, le misure preventive per scoraggiare comportamenti anomali, ovvero la legislazione che delinea i limiti attesi per il comportamento, e le misure complementari alle misure preventive, che equivalgono alla punizione dei reati penali.
Le città possono implementare ordini di esclusione dai parchi (proibire agli individui di frequentare alcuni o tutti i parchi di una città per un periodo prolungato a causa di una precedente infrazione), leggi sull'ingresso non autorizzato (privatizzando aree generalmente considerate pubbliche in modo che la polizia possa scegliere quali individui interrogare) e ordini off-limit che ostacolano l'accesso a questi spazi. Queste sono solo alcune delle nuove tecniche di controllo sociale che le città utilizzano per spostare determinati individui ai margini della società. Diversi temi comuni sono evidenti in ciascuno di questi meccanismi di controllo. Il primo è la capacità di limitare spazialmente gli individui nella propria città. Violare una qualsiasi delle leggi di cui sopra è un reato penale che comporta la possibile incarcerazione. Sebbene non tutti gli individui sottoposti a un ordine di esclusione vi obbediscano, questi individui sono, come minimo, ostacolati spazialmente attraverso una ridotta mobilità e libertà in tutta la città. Questa limitazione spaziale per gli individui porta a interruzioni e interferenze nelle loro vite. I senzatetto generalmente frequentano i parchi poiché l'area offre panchine per dormire, bagni pubblici, servizi pubblici occasionali e un generale senso di sicurezza derivante dalla vicinanza ad altre persone in condizioni simili. La privatizzazione di aree come biblioteche, sistemi di trasporto pubblico, campus universitari e attività commerciali che sono generalmente pubbliche dà alla polizia il permesso di rimuovere gli individui a sua discrezione, anche se l'individuo ha intenti etici in quello spazio. Gli ordini di divieto di accesso che tentano di tenere tossicodipendenti, prostitute e altri fuori dalle aree ad alta concentrazione di reati di droga e sessuali limitano comunemente la possibilità di questi individui di cercare servizi sociali utili alla riabilitazione. 

#### La teoria delle finestre rotte negli Stati Uniti
Negli Stati Uniti, le prime società erano in grado di espellere facilmente gli individui ritenuti indesiderabili dallo spazio pubblico attraverso leggi sul vagabondaggio e altre forme di esilio. Negli anni '60 e '70, tuttavia, questi ordini di esclusione furono denunciati come incostituzionali in America e di conseguenza furono respinti dalla Corte Suprema degli Stati Uniti. L'introduzione della teoria delle finestre rotte negli anni '80 trasformò i concetti che le città utilizzavano per formulare le politiche, per aggirare la precedente questione di incostituzionalità. Secondo la teoria, l'ambiente di un particolare spazio segnala la sua salute al pubblico, compresi i potenziali vandali. Mantenendo un ambiente organizzato, gli individui sono dissuasi dal causare disordine in quel particolare luogo. Tuttavia, ambienti pieni di disordine, come finestre rotte o graffiti, indicano l'incapacità del quartiere di supervisionarsi, portando quindi a un aumento dell'attività criminale. Invece di concentrarsi sull’ambiente costruito, le politiche corroborate dalla teoria delle finestre rotte enfatizzano in modo schiacciante il comportamento umano indesiderato come disordine ambientale che spinge a ulteriori crimini. Le leggi sulla civiltà, originate tra la fine degli anni ’80 e l’inizio degli anni ’90, forniscono un esempio dell’uso di quest’ultimo aspetto della teoria delle finestre rotte come legittimazione per discriminare gli individui considerati disordinati al fine di aumentare il senso di sicurezza negli spazi urbani. Queste leggi sulla civiltà criminalizzano di fatto le attività considerate indesiderabili, come sedersi o sdraiarsi sui marciapiedi, dormire nei parchi, urinare o bere in pubblico e mendicare, nel tentativo di costringere gli individui che svolgono queste e altre attività a trasferirsi ai margini della società. Non sorprende quindi che queste restrizioni colpiscano in modo sproporzionato i senzatetto. 
Questi individui sono considerati indesiderati nello spazio urbano perché non si adattano alle norme sociali, il che causa disagio a molti residenti di certi quartieri. Questa paura è stata aggravata dalla teoria delle finestre rotte e sfruttata nelle politiche che cercano di rimuovere gli indesiderati dalle aree visibili della società. Nella società post-industriale, interessata principalmente al commercio al dettaglio, al turismo e al settore dei servizi, la crescente pressione per creare l'immagine di una città vivibile e ordinata ha contribuito alle forme più recenti di controllo sociale. Queste nuove tecniche comportano tentativi ancora più intensi di espellere certi individui dallo spazio urbano poiché alla polizia è affidato un potere considerevolmente maggiore per indagare su di loro, sulla base del sospetto piuttosto che su prove certe di azioni illecite.